# Альфонса Данович
Альфонса Катерина Данович ЧСВВ (англ. Alphonsa Catherine Danovich; 24 жовтня 1932, Джонстаун — 26 листопада 2012, Джонстаун) — монахиня василіянка, педагог, Архимандриня сестер Чину святого Василія Великого (2001—2007).

## Життєпис
Народилася 24 жовтня 1932 року в сім'ї Івана Дановича і Юлії з дому Дзмура. 16 вересня 1951 року вступила до сестер Чину св. Василія Великого. 4 квітня 1954 року склала перші обіти, а довічну професію — 15 серпня 1957 року на руки єпископа Миколи Елька.
У 1954—1971 роках працювала вчителькою в парафіяльних школах Пітсбурзької греко-католицької архиєпархії. Влітку 1971 року була обрана Генеральною економкою Чину сестер василіянок з осідком у Римі. Після завершення каденції працювала у Ватиканському відомстві Управління церковного майна Святого Престолу. Потім обіймала посаду Генеральної дорадниці і врешті у 2001 році була обрана Архимандринею сестер Чину св. Василія Великого.
Після закінчення терміну повноважень (18 липня 2007) повернулася до монастиря в Юніонтаун і через рік отримала призначення на посаду помічника фінансового директора Фенікської єпархії в Аризоні.
Померла 26 листопада 2012 року в Джонстауні, похована на цвинтарі монастиря св. Макрини.

## Відзнаки
- Медаль «Pro Ecclesia et Pontifice» (1995)